# Astro Bot
Astro Bot és un videojoc de plataformes de 2024 desenvolupat per Team Asobi i publicat per Sony Interactive Entertainment per a PlayStation 5. És una seqüela d'Astro's Playroom (2020) i és el tercer joc de la sèrie Astro Bot. El joc es va llançar per a celebrar el 30 aniversari de PlayStation i va rebre aplaudiments per part de tota la crítica.

Astro Bot és quatre vegades més llarg que Astro's Playroom i no conté microtransaccions.

## Sistema de joc
Astro Bot és un videojoc de plataformes en 3D en el qual el jugador controla al personatge del títol, un petit robot anomenat Astro Bot, mitjançant l'ús del comandament DualSense. Els moviments principals de l'Astro són idèntics als d'anteriors jocs, mantenint la seva capacitat per a saltar, flotar, colpejar i atacar en gir. L'habilitat de nedar sota l'aigua també torna de l'Astro Bot Rescue Mission, després d'haver estat absent a Astro's Playroom.
El joc compta amb 80 nivells repartits en sis galàxies i 50 planetes. Cadascun dels nivells té tres nivells de dificultat diferents: Fàcil, Normal i Difícil. Els nivells de la història principal (denominats «fases lúdiques») es classifiquen principalment en les dificultats fàcil i normal, mentre que les fases de desafiament opcionals (denominades «fases complexes») es classifiquen principalment en la dificultat difícil. Cada nivell conté també un indicador de dificultat, que es ressalta abans d'entrar en ell. Es diu que tant les fases lúdiques com les complexes arribaran després del llançament del joc en forma de contingut descargable post-llançament a la fi de 2024. La travessia entre les galàxies i els nivells s'aconsegueix a través del «Dual Speeder», una nau espacial amb forma de comandament DualSense de PlayStation 5. El Dual Speeder es controla mantenint premuts els gallets analògics i inclinant físicament el DualSense. També pot moure's lliurement per la pantalla de selecció de nivell.
Igual que a Rescue Mission, cada nivell conté un número determinat de Bots que l'Astro ha de rescatar, des de set Bots en els nivells principals de plataformes fins només un o dos Bots en els combats contra caps i els nivells de desafiament. En total, es poden rescatar i reclutar 305 Bots. A diferència de Rescue Mission, també es poden rescatar i reclutar «Bots V.I.P.» (robots col·leccionables que fan referència a diversos personatges de PlayStation en el seu aspecte visual). Hi ha 150 Bots V.I.P. únics, i es diu que s'inclouran més juntament amb els nivells DLC gratuïts. Es diu que molts dels personatges Bot «de tall profund» de la història de PlayStation poden rescatar-se en els complexos nivells del joc. Tots els robots reunits poden veure's en un lloc centralitzat (descrit com un museu), on es pot interactuar amb ells. Uns pocs nivells selectes permeten al jugador utilitzar les habilitats de certs herois de PlayStation, com la Destral Leviatán de Kratos, protagonista d'un nivell temàtic de God of War.
Hi ha monedes col·leccionables escampades pels planetes, que es poden utilitzar per a comprar una gran varietat de coses diferents. La principal manera de gastar monedes és en la màquina Gatcha, regalant al jugador objectes per als robots V.I.P. Aquests objectes fan referència a objectes específics utilitzats pels personatges en els seus jocs d'origen, i regalar-los-hi fa que realitzin accions específiques que fan referència a aquests jocs. A més, les monedes també es poden utilitzar per a comprar un ajudant d'ocell blau, que permet al jugador descobrir qualsevol robot o peça de trencaclosques que pugui haver passat per alt en el seu primer intent de jugar el nivell. L'ajudant de l'ocell blau està disponible al principi de cada nivell, i només pot comprar-se a partir del segon intent d'un nivell.
L'Astro té accés a 15 noves habilitats, que s'adhereixen a ell i milloren les seves capacitats de desplaçament i combat. Algunes d'aquestes noves habilitats són Barkster, el Bulldog Booster (que atorga a l'Astro la capacitat de córrer per l'aire a través dels enemics i el terreny), els Guants Bessons-Granota (que permeten a l'Astro colpejar als enemics a distància i balancejar-se/lliscar-se des de certes superfícies) i Handy-D (un mico que permet a l'Astro pujar-se a certes superfícies, balancejar-se i colpejar el terra). Les batalles contra caps presents al final de cada galàxia es lliuren usant aquestes habilitats.
El joc ofereix una selecció d'opcions d'accessibilitat, entre les quals s'inclouen la possibilitat de jugar amb un sol stick analògic (els controls de la càmera es realitzen prement un sol botó), la compatibilitat amb el comandament PlayStation Access i la possibilitat de desactivar els controls giroscòpics, la retroalimentació hàptica i els gallets adaptatius.

## Trama
Un dia, a l'espai, una nau estel·lar semblant a la consola PlayStation 5 es veu volant pel cosmos, amb l'Astro i nombrosos robots semblants a ell, que representen a tota la seva tripulació. De sobte es troben amb un alienígena verd anomenat Space Bully Nebulax, que persegueix a la nau nodrissa, ataca a la tripulació i roba la seva CPU. Això provoca l'explosió de la nau nodrissa, amb les seves parts escampades per l'espai i els Bots encallats en altres planetes.
Poc després de l'atac, el que queda de la nau nodrissa s'estavella en un planeta desèrtic, i l'Astro, inconscient, és reanimat pel Dual Speeder, una nau molt més petita semblant al controlador DualSense. Un satèl·lit s'estavella en el planeta i, en activar-lo, l'Astro comença la cerca dels seus companys Bots i de les parts que falten de la nau nodrissa. Poc després que l'Astro explori el seu primer planeta, la nau nodrissa es reactiva i el lloc de l'accident es converteix en un oasi i un assentament per a l'Astro i els Bots rescatats.
L'Astro continua explorant les galàxies, rescatant a la majoria dels Bots fins que localitza els planetes natals de cada cap que el representa: Gorilla Nebula (Mighty Chewy), Tentacle System (Wako Tako), Serpent Starway (Lady Venomara), Camo Cosmos (Metxa Leon) i Feather Clúster (Falcon McFly), lluitant contra tots ells pel camí i recuperant parts perdudes de la nau nodrissa en el procés. Al moment que l'Astro recupera a la majoria de la seva tripulació i la nau nodrissa queda totalment reparada després d'explorar totes les galàxies, es troba de nou amb en Space Bully Nebulax i es llança a la seva persecució, iniciant una guerra intergaláctica en el procés, en la qual la majoria de la tripulació utilitza maquinària antiga de PlayStation com a part del seu esquadró, formant així el PlaySquadron.
Després d'una llarga lluita per tot l'univers, l'Astro i els seus companys arriben a en Nebulax, per a lliurar una última batalla i recuperar la CPU desapareguda. Moments després, l'Astro aconsegueix recuperar la CPU, que s'introdueix en la nau nodrissa, però no sense que en Nebulax, greument ferit, emprengui una lluita més. Amb l'ajuda dels Bots, l'Astro és capaç de volar l'OVNI dins del cos d'en Nebulax, però això provoca un forat negre en el procés. En Nebulax atrapa a l'Astro, amb l'objectiu de portar-lo al costat de la seva imminent desaparició, mentre els Bots fan tot el possible per rescatar-lo, encara que l'Astro es sacrifica en el procés, provocant una supernova. Amb els Bots tement el destí de l'Astro per la batalla, aquest emergeix de l'horitzó i aterra sobre la nau nodrissa, però es desploma i mor mentre els seus membres robòtics es desprenen un a un. Alguns dels robots troben i llancen peces de recanvi per a l'Astro mentre els sistemes de reparació de la nau nodrissa les utilitzen per a reparar-ho i reviure'l. Una vegada ressuscitat, l'Astro ho celebra amb la seva tripulació i explora l'espai una vegada més mentre roden els crèdits, abans de partir per última vegada en el seu Dual Speeder.